# ANSI.SYS
ANSI.SYS는 도스 운영 체제의 장치 드라이버로 안시 이스케이프 코드 지원을 추가한다. 안시 X3L2 터미널 위원회에서 정의한 표준을 사용한다.
MS-DOS에서 ANSI.SYS 파일을 사용하려면 CONFIG.SYS 파일에 다음을 추가한다.
```
device=(
드라이브:
)(
경로
)ANSI.SYS
```

드라이브와 경로는 상황에 맞게 치환하면 된다. 윈도우 XP의 경우에는 CONFIG.NT 파일을 편집해야 할 수도 있다.
이 파일이 불러지면 화면의 "문자와 커서"에 보이는 색을 바꿀 수 있도록 해 주며, 텍스트 그래픽 기능을 사용할 수 있도록 해 준다. 이 드라이버를 사용하면 텍스트는 16가지 색 가운데 하나를 지정할 수 있다. 또한 80x25 텍스트 모드 화면 대신 그래픽 모드를 쓸 수 있도록 해 준다.
이 파일의 재미있는 기능은 키보드의 키를 바꿀 수 있다는 것이다. 이 기능을 악용하면 "안시 폭탄"과 같은 매핑을 만들 수 있다. 이 때의 안티바이러스 소프트웨어는 F3 키가 DEL *.* 또는 FORMAT C: 로, "아니오"로 대답하기 위한 N 키가 Y 키로 매핑되었는지 등을 검사해야 했다.
ANSI.SYS 파일은 몇몇 소프트웨어에서 필요했다. 특히 게시판 시스템에서 ANSI.SYS를 많이 사용하였다. 모뎀을 사용하던 때 대한민국 통신 게시판에서도 안시를 사용한 장난이 유행한 적이 있었다. 또한 온라인 게임과 같은 곳에서도 커서를 제어하기 위해서 사용했다.

## 지원 운영 체제
ANSI.SYS 파일은 일부 마이크로소프트 운영 체제 제품에 포함되어 있다:
- MS-DOS
- 윈도우 95
- 윈도우 98
- 윈도우 NT
- 윈도우 2000
- 윈도우 XP
- 윈도우 서버 2003 (x86 버전)
- 윈도우 비스타

## 기능
ANSI.SYS에 특화된 이스케이프 시퀀스가 몇 가지 있다.
| 시퀀스                         | 결과             |
| ------------------------------ | ---------------- |
| CSI = n h                      | 화면 모드 설정.  |
| CSI = n l                      | 화면 모드 초기화 |
| CSI code ; param [ ; param ] p | 키 다시 정의.    |

| 모드 | 설명                            | 모드 | 설명                          |
| ---- | ------------------------------- | ---- | ----------------------------- |
| 0    | 40 × 25 모노                    | 1    | 40 × 25 컬러                  |
| 2    | 80 × 25 모노                    | 3    | 80 × 25 컬러                  |
| 4    | 320 × 200 컬러                  | 5    | 320 × 200 모노                |
| 6    | 640 × 200 모노                  | 14   | 640 x 200 컬러 (16색 그래픽)  |
| 13   | 320 x 200 컬러 (그래픽)         | 19   | 320 x 200 컬러 (256색 그래픽) |
| 15   | 640 x 350 모노크롬 (2색 그래픽) | 16   | 640 x 350 컬러 (16색 그래픽)  |
| 17   | 640 x 480 모노크롬 (2색 그래픽) | 18   | 640 x 480 컬러 (16색 그래픽)  |
| 7    | 줄 끝에서 줄 바꿈               |      |                               |

## 같이 보기
- 안시 이스케이프 코드